# Ornithoptera rothschildi
Ornithoptera rothschildi är en fjärilsart som beskrevs av Sir George Hamilton Kenrick 1911. Ornithoptera rothschildi ingår i släktet Ornithoptera och familjen riddarfjärilar. IUCN kategoriserar arten globalt som sårbar. Inga underarter finns listade i Catalogue of Life.

## Bildgalleri

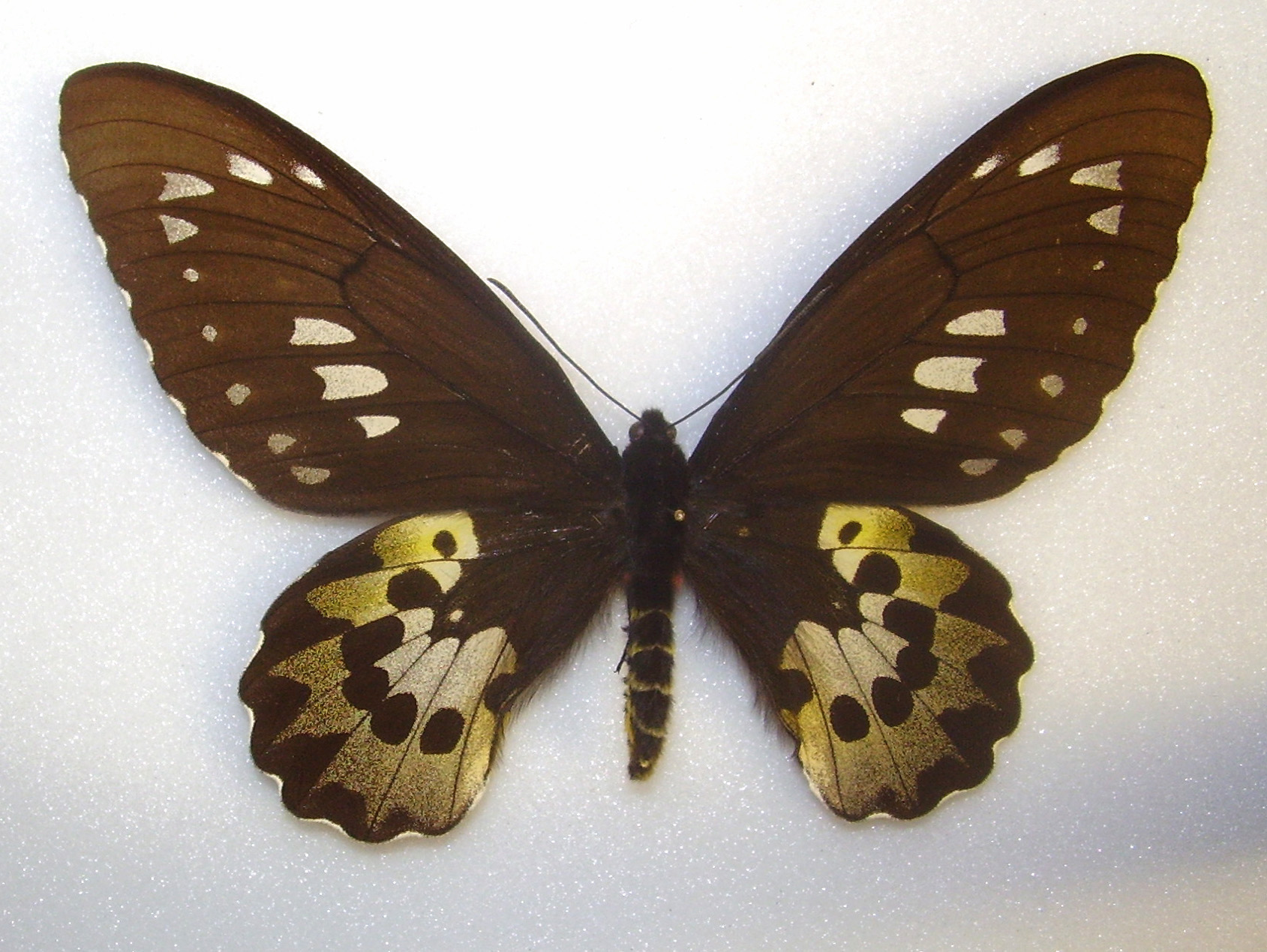
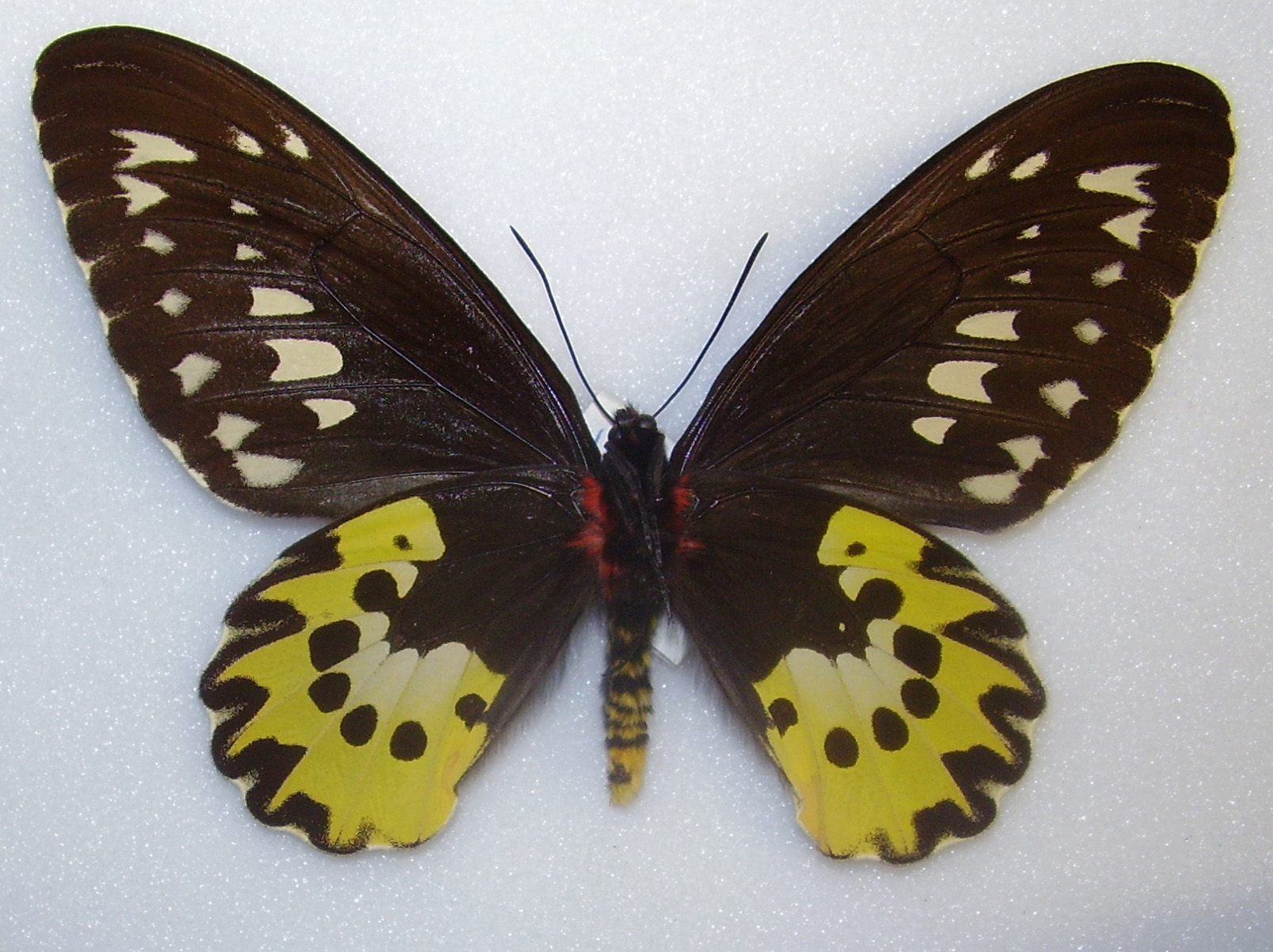